# 舊布魯克維爾 (紐約州)
舊布魯克維爾（英語：Old Brookville）是位於美國紐約州拿騷縣的村。

## 人口
根據2020年美國人口普查的數據，舊布魯克維爾的面積為10.32平方千米，皆為陸地。當地共有人口2020人，而人口密度為每平方千米196人。